# Magnus Wangelius
Magnus Wangelius, född i 1612 i Oppeby socken, Östergötlands län, död 30 oktober 1673 i Herrestads socken, Östergötlands län, var en svensk präst.

## Biografi
Magnus Wangelius föddes 1612 i Oppeby socken. Han var son till bonden Börje Olofsson och Kerstin Nilsdotter i Vånga. Wangelius studerade vid gymnasiet och blev 2 februari 1642 kollega i Vadstena. Han prästvigdes 22 augusti samma år och blev 1651 hospitalspredikant i Vadstena hospitalsförsamling. Wangelius bytte tjänst med dåvarande kyrkoherden Magnus Svenonis Leuchander i Herrestads församling och blev 1664 kyrkoherde i Herrestads församling. Han avled 30 oktober 1673 i Herrestads socken och begravdes i Herrestads kyrka.
Gravstenen efter Wangelius finns bevarad i kyrkan. Gravstenen är dekorerad med de fyra evangelisterna. På gravstenen finns även tre bibelcitat från Romarbrevet 13:11, Lukasevangeliet 12:40 och Uppenbarelseboken 20:6, 2:10.

### Familj
Wangelius gifte sig 12 juli 1646 ned Elisabeth Månsdotter (1630–1675). Hon var dotter till kyrkoherden Magnus Laurentii och Botila Håkansdotter i Rogslösa socken. De fick tillsammans barnen Anna, Kerstin, Måns (död 1653), en dotter (död 1653), Maria (1652–1652), Sara (1654–1656), Johan (1657–1676), Anders (1660–1693), Botilla (1661–1663), Nils (1663–1693), Rebecca (1668–1722) och Anna.